# Kościół św. Bartłomieja Apostoła w Korytnicy Łaskarzewskiej
Kościół Świętego Bartłomieja Apostoła w Korytnicy Łaskarzewskiej – rzymskokatolicki kościół parafialny należący do parafii pod tym samym wezwaniem (dekanat Łaskarzew diecezji siedleckiej).
Jest to świątynia murowana, wzniesiona w latach 1919-1926 za sprawą zabiegów księdza Stanisława Grzeszki. W 1932 roku kościół poświęcił biskup Henryk Przeździecki. Budowla jest przykładem stylu neobarokowego.
W kościele znajdują się organy o 10 rejestrach zbudowane w 1916 roku przez Jana Szymańskiego. W 1964 i 1979 roku firma Kamińskich odrestaurowała instrument. W 2000 roku wyremontowano szafę organową, po czym została pozłocona. Zmieniona została wtedy kolorystyka na jasną. Organy znajdują się na chórze muzycznym naprzeciwko ołtarza głównego. Instrument posiada trakturę mechaniczną, wiatrownicę stożkową oraz miech magazynowy z podawaczem klinowym usytuowany na zewnątrz szafy organowej.